# Айлета-Вілледж-Пропер (Нью-Мексико)
Айлета-Вілледж-Пропер (англ. Isleta Village Proper) — переписна місцевість (CDP) в США, в окрузі Берналільйо штату Нью-Мексико. Населення — 802 особи (2020).

## Географія
Айлета-Вілледж-Пропер розташована за координатами 34°54′24″ пн. ш. 106°41′37″ зх. д. / 34.90667° пн. ш. 106.69361° зх. д. (34.906584, -106.693518).  За даними Бюро перепису населення США в 2010 році переписна місцевість мала площу 0,69 км², уся площа — суходіл.

## Демографія
Згідно з переписом 2010 року, у переписній місцевості мешкала 491 особа в 202 домогосподарствах у складі 126 родин. Густота населення становила 715 осіб/км².  Було 265 помешкань (386/км²).
Расовий склад населення:
| - 95,1 % — корінних американців - 1,6 % — білих - 1,0 % — осіб інших рас |

До двох чи більше рас належало 2,2 %. Частка іспаномовних становила 7,9 % від усіх жителів.
За віковим діапазоном населення розподілялося таким чином: 24,0 % — особи молодші 18 років, 57,5 % — особи у віці 18—64 років, 18,5 % — особи у віці 65 років та старші. Медіана віку мешканця становила 44,2 року. На 100 осіб жіночої статі у переписній місцевості припадало 93,3 чоловіків;  на 100 жінок у віці від 18 років та старших — 92,3 чоловіків також старших 18 років.
Середній дохід на одне домашнє господарство  становив 46 363 долари США (медіана — 37 500), а середній дохід на одну сім'ю — 53 786 доларів (медіана — 47 000). Медіана доходів становила 54 250 доларів для чоловіків та 36 500 доларів для жінок. За межею бідності перебувало 34,6 % осіб, у тому числі 43,8 % дітей у віці до 18 років та 30,1 % осіб у віці 65 років та старших.
Цивільне працевлаштоване населення становило 138 осіб. Основні галузі зайнятості: публічна адміністрація — 31,2 %, освіта, охорона здоров'я та соціальна допомога — 20,3 %, роздрібна торгівля — 14,5 %.